# وكالة التعاون الأمني الدفاعي
وكالة التعاون الأمني الدفاعي (بالإنجليزية: Defense Security Cooperation Agency)‏ المعروفة اختصارا بـ (دسكا) (DSCA)، أحد أقسام وزارة الدفاع الأمريكية، تقوم بتوفر المساعدة المالية والتقنية ونقل المعدات العسكرية والتدريب والخدمات الأخرى لحلفاء الولايات المتحدة، وتعزز الاتصالات فيما بين الجيوش.